# Кирхнер, Эрнст Людвиг
Эрнст Людвиг Кирхнер (нем. Ernst Ludwig Kirchner; 6 мая 1880, Ашаффенбург — 15 июня 1938, Фрауенкирх-Вильдбоден возле Давоса) — немецкий художник: живописец, график и скульптор, представитель экспрессионизма.

## Биография

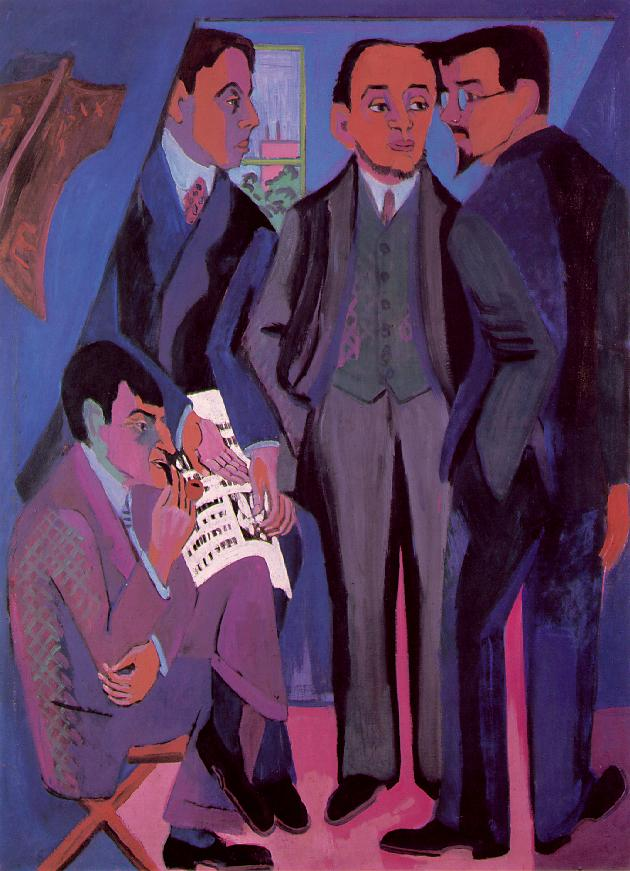
Групповой портрет участников группы «Мост». 1926—1927

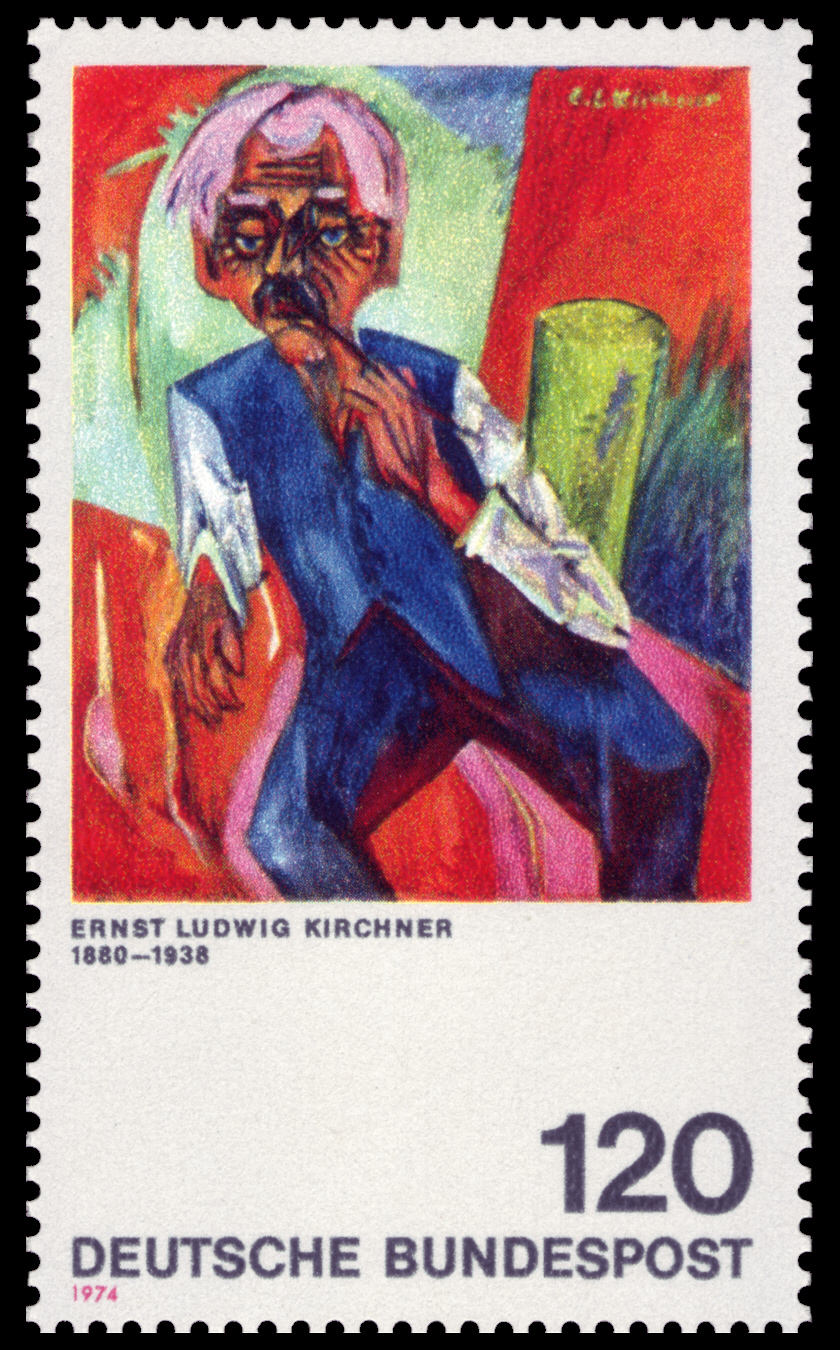

Родился 6 мая 1880 года в Ашаффенбурге в семье инженера-химика Эрнста Кирхнера. В 1901 году окончил гимназию в Хемнице и поступил на факультет архитектуры Высшей технической школы в Дрездене. Здесь он познакомился с Фрицем Блейлем, разделявшим его интерес к живописи. В 1903-04 гг. Кирхнер учился в Высшей технической школе в Мюнхене, а также посещал Учебно-экспериментальную мастерскую свободного и прикладного искусства фон Дебшица и Обриста. В 1905 году он вернулся в Дрезден, где получил диплом архитектора.
В 1905 году четыре студента архитектурного факультета Высшей технической школы в Дрездене — Эрнст Людвиг Кирхнер, Фриц Блейль, Эрих Хеккель и Карл Шмидт-Ротлуф — образуют группу «Мост» (Die Brücke), с которой началось становление немецкого экспрессионизма. 7 июня считается днём основания группы. Название было предложено Хеккелем; идеологом группы стал Кирхнер. Он сформулировал общую концепцию нового творческого союза: основополагающим принципом его эстетики стало отрицание материалистического мировоззрения, реализма, импрессионизма и стиля модерн.
В 1906 году Кирхнер пишет программу группы. Летом 1907 года вместе с Максом Пехштейном едет в Гоппельн возле Дрездена, где много рисует. В 1908 году работает на острове Фемарн. В 1909—1911 годах ездит рисовать на Морицбургские пруды. В конце 1906 г. появляются первые портреты кисти Кирхнера, на которых изображена его подруга жизни Додо (Дорис Гроссе). В этот период он также открывает для себя новую тему — жизнь варьете и цирков — которую будет разрабатывать в последующие несколько лет.
В 1910—1911 годах состоит в группе художников «Новый сецессион». В октябре 1911 года переезжает в Берлин и знакомится с Эрной Шиллинг, впоследствии ставшей гражданской женой Кирхнера. Тогда же основывает с Максом Пехштейном институт «Современного преподавания живописи» («МИУМ»). В его живописи появляются новые темы: жизнь большого города, его улицы и архитектура, человеческие типы, характерные для столицы.
В 1913 написанная Кирхнером «Хроника художественной группы „Мост“» приводит к распаду группы. В «Хронике», по мнению товарищей Кирхнера по объединению, он излишне подчёркивал собственную роль в создании «Моста»; в итоге между художниками возникла ссора, повлёкшая за собой уход Кирхнера из группы.
В 1914 году Кирхнер участвует в художественной выставке в Кёльне. С началом Первой мировой войны он уходит добровольцем на фронт, но уже через два месяца его временно отстраняют от службы и помещают на лечение в психиатрическую больницу. Война казалась художнику «кровавым карнавалом», и он пытался справиться с приступами паники с помощью алкоголя и морфина. В 1915 был комиссован из армии из-за болезни лёгких и направлен на лечение в санаторий в Кёнигштейне. В 1917 переезжает на жительство и лечение в Швейцарию и живёт в Штафельальпе близ Давоса; затем, до октября 1918 года, проходит лечение в санатории в Кройцлингене. С 1918 г. поселяется в местечке Фрауэнкирхе под Давосом и пишет альпийские пейзажи в экспрессионистском стиле.
1919—1920 гг. были для Кирхнера благоприятным периодом: его здоровье улучшилось, он много работал, в Германии и Швейцарии прошли выставки его работ. 1922 год стал началом совместной работы с Лизой Гуйер.
В 1923 Кирхнер организует большую выставку работ в Базеле. В это же время он работает над иллюстрациями к книге поэта Георга Гейма «Umbra Vitae». В 1925-26 совершает большое путешествие по Германии (Франкфурт-на-Майне, Хемниц, Дрезден, Берлин). В 1929 году посещает Эссен, Берлин и Франкфурт-на-Майне.
В 1930 г. Кирхнер становится членом Прусской академии искусств в Берлине. В 1933 г. в Берне состоялась первая ретроспектива его работ. В это же время в Германии пришедшие к власти нацисты жёстко критикуют и изымают из музеев работы самого Кирхнера и его товарищей по объединению «Мост». Кирхнер воспринимает это крайне болезненно, так как одной из главных целей «Моста» было именно развитие германского искусства, а своё творчество Кирхнер считал его квинтэссенцией.
В 1937 художник был причислен нацистами к представителям так называемого «дегенеративного искусства». 639 его работ были удалены из немецких музеев; часть их была уничтожена. 25 картин Кирхнера демонстрировались на показательной выставке «дегенеративного искусства», которое лично Гитлер объявил «оскорблением нации».
В 1938 г. Кирхнер продолжал работать, но его здоровье, душевное и физическое, неуклонно ухудшалось. 15 июня 1938 г. измученный болезнью и пристрастившийся к наркотикам художник совершает самоубийство в собственном доме во Фрауэнкирхе. Его фактическая жена Эрна Шиллинг получает разрешение до самой смерти (2 октября 1945 г.) носить фамилию Кирхнер.

## Творчество

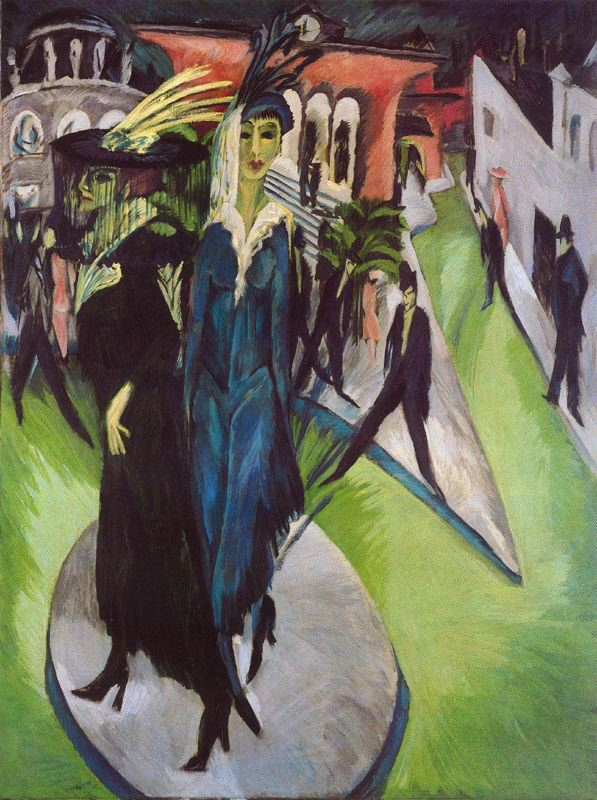
«Потсдамская площадь в Берлине». 1914

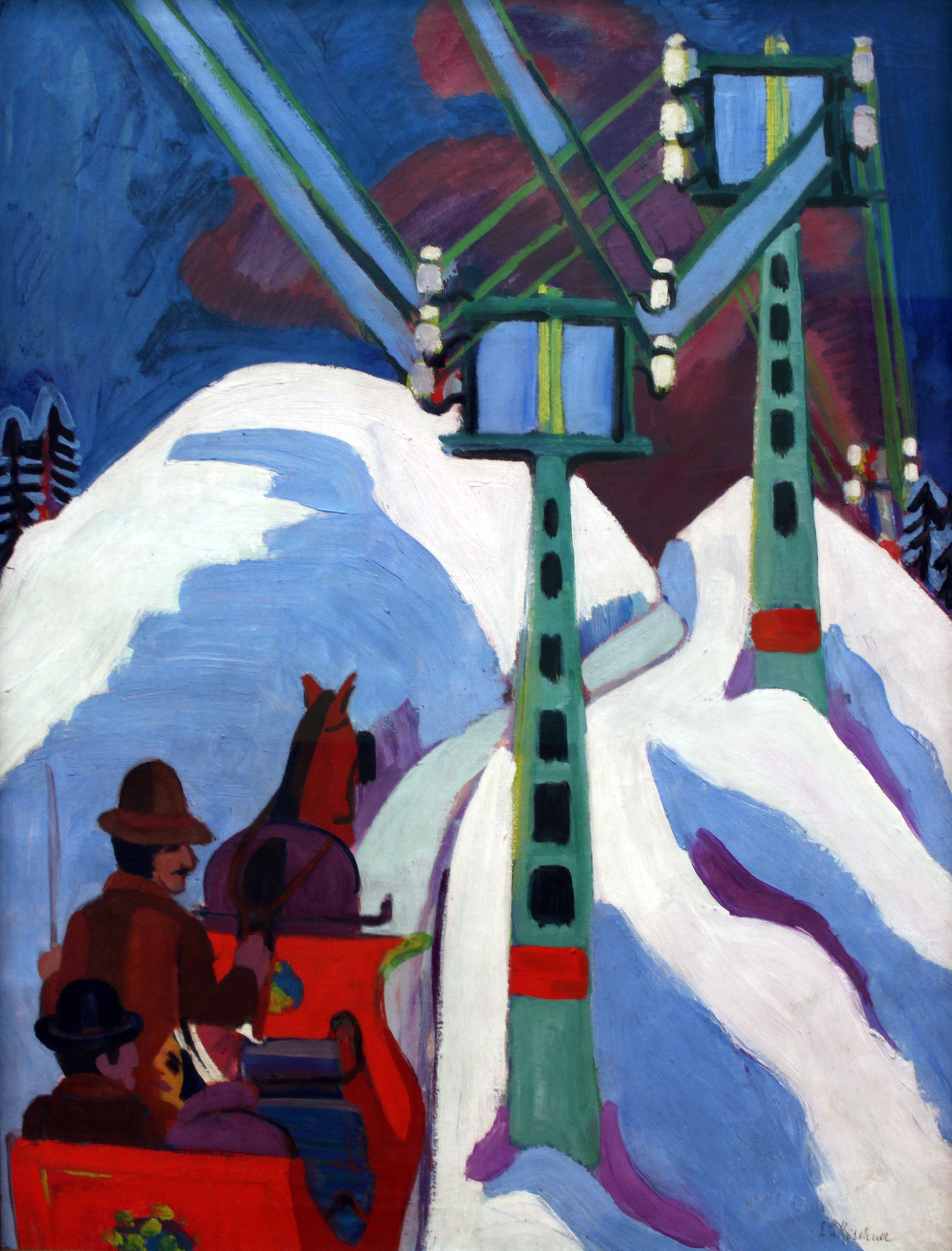
На санях, 1923

Эрнст Людвиг Кирхнер вошёл в историю живописи как основатель одного из наиболее заметных явлений художественной жизни начала XX века — экспрессионизма. Его полотна отличаются ярким колоритом, угловатыми контурами и сильнейшим драматическим напряжением. По мнению немецкого искусствоведа Норберта Вольфа, «по эмоциональной напряжённости работ Кирхнер превосходит всех прочих художников XX века».
Свой творческий путь Кирхнер начинал под влиянием Ван Гога и Матисса. Он немало экспериментировал и с вангоговскими мазками, и с яркими цветовыми пятнами Матисса, учась при этом сохранять баланс между спонтанной экспрессией и сознательным контролем над изобразительными средствами. Кроме того, Кирхнер проявлял интерес к искусству народов Африки и Океании, заимствуя некоторые приёмы примитивного искусства.
Летом 1905 г. в творчестве Кирхнера наступил переломный момент: именно в это время он и его товарищи становятся зачинателями нового движения. Программа созданной ими группы «Мост» призывала всех прогрессивных людей искусства объединиться и воплотить в жизнь революционные художественные принципы. Однако молодые экспрессионисты, бунтовавшие против всего косного и отжившего, не отвергали полностью наследие прошлого. Они высоко ценили творчество Дюрера, Лукаса Кранаха Старшего, Маттиаса Грюневальда, постимпрессионизм, фовизм и т. д.
Постепенно Кирхнер вырабатывает свою собственную систему приёмов и манеру письма. Он отказывается от иллюзорного пространства и стремится к плоскостной трактовке предметов, их непременной деформации. Его композиции изобилуют резкими цветовыми диссонансами; он тяготеет к стилизации и сокращению арсенала визуальных средств. Картины, по его мнению, суть не просто изображения определённых предметов, а самостоятельные существа из линий и красок, которые похожи на свои прототипы ровно настолько, сколько требуется, чтобы сохранялся ключ к пониманию изображённого.
Один из основных жанров творчества Кирхнера — городской пейзаж. Его пейзажи тревожны и проникнуты ощущением надвигающейся катастрофы. Широко известна картина 1914 г. «Потсдамская площадь в Берлине», написанная в холодных чёрно-зелёных тонах и изображающая берлинских проституток. Удлинённые пропорции женских силуэтов перекликаются с острыми треугольниками тротуаров и стен; на заднем плане красным пятном выделяются стены Потсдамского вокзала. Жёсткая, гротескная манера письма отражает внутреннюю сущность мегаполиса. Сцены природы в творчестве Кирхнера также далеки от идилличности: в них чувствуется некая неопределённость, тревожность, ощущения прервавшейся связи времён. С годами Кирхнер всё меньше обращался к натуре; стиль его тяготел к абстракции.

## Известные полотна

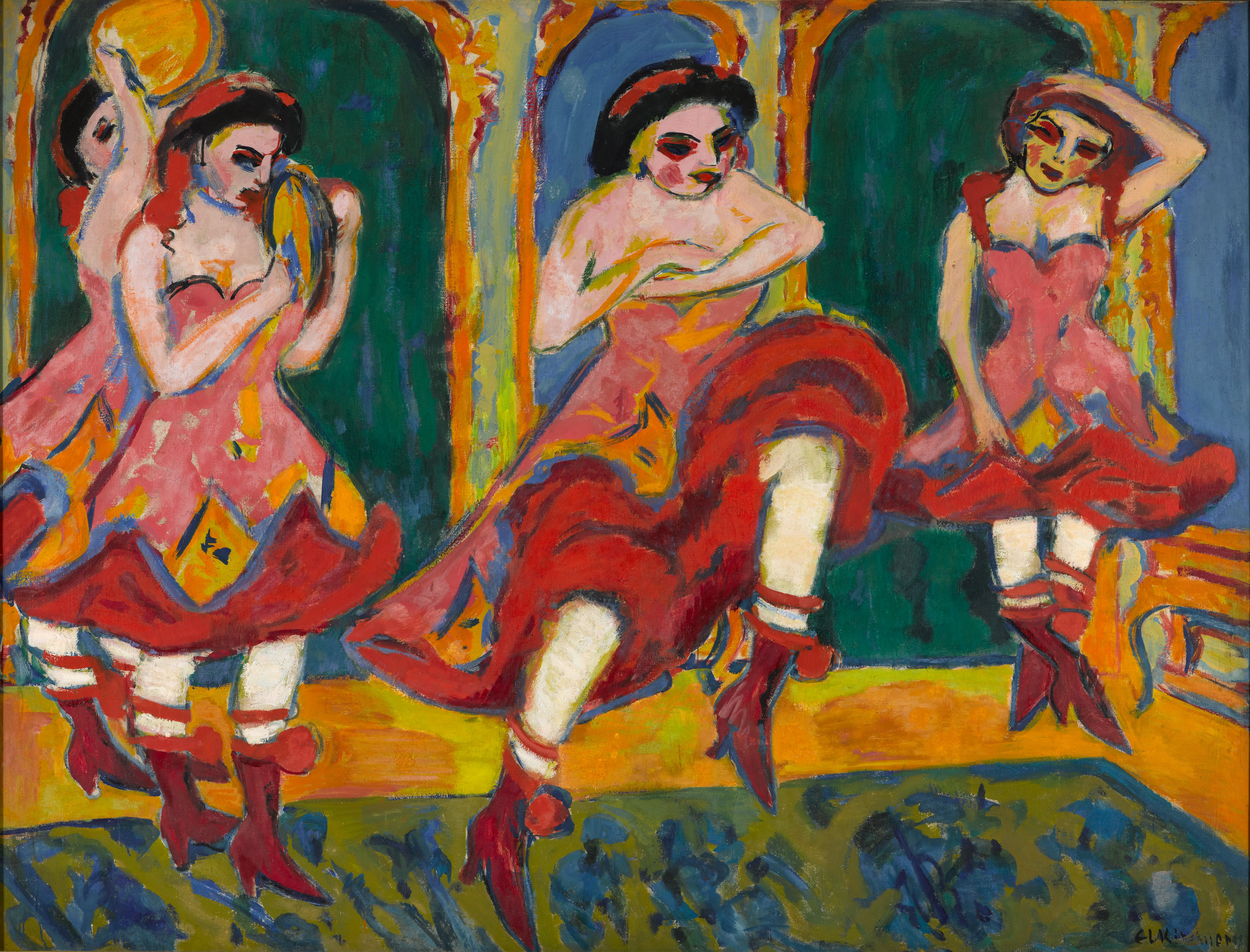
Эрнст Людвиг Кирхнер. Танцовщицы чардаша (холст, масло, около 1908 года).

- «Зелёный дом» 1907 Вена, Музей современного искусства
- «Марселла» 1909/10 Стокгольм, Модерна Музеет
- «Фрэнци перед резным стулом», 1910, Музей Тиссен-Борнемиса, Мадрид
- «Спящая Милли» 1911 Бремен, Художественный музей
- «Женское ню со шляпой» 1911 Кёльн, музей Людвиг
- «Цирковая наездница» 1912 Мюнхен, Новая пинакотека
- «Две женщины за стиркой» 1913 Франкфурт-на-Майне, Городская галерея при институте искусств
- «Улица» 1913 Нью-Йорк, музей Современного искусства
- «Берег Фемарна» 1913 Дармштадт, Гессенский ландесмузей
- «Автопортрет» 1914 Берлин, музей Брюкке
- «Женщины на улице» 1915 Вупперталь, музей Фон-дер-Хойдт
- «Подъём в Альпах» 1918/19 Санкт-Галлен, Музей искусств.
- «Автопортрет с кошкой» 1920 Кембридж (Массачусетс), музей искусств Гарвардского университета
- «Альпийское воскресенье; У колодца» 1923/24 Берн, Музей искусств
- «Кафе в Давосе» 1928 Кассель, Новая Галерея
- «Наездница» 1931/32 Давос, музей Кирхнера.